# Убиство породице Хајра
Убиство породице Хајра представља ратни злочин који су 20. августа 2001. године, у Глоговцу, починили припадници Ослободилачке војске Косова.

## Злочин
Дана 20. августа 2001. припадници Ослободилачке војске Косова у касним вечерњим сатима, убили су на свиреп и окрутан начин пет чланова албанске породице Хајра. Убијени  су Хамза Хајра (50), његова супруга Мирадије (45) и троје деце Џевдет (22), Мимоза (14) и Аделина (9). Масакр је успела да преживи само Хамзина ћерка Пранвера која је том приликом рањена. Главни мотив убиства породице Хајра била је чињеница да је Хамза Хајра био припадник МУП Републике Србије.

## Пресуда
Осумњичени Бљерим Кичина је 2002. године признао убиства и именовао још четири осумњичена, али је неколико дана касније повукао своју изјаву.
Кичина и Бурим Рамадани, Арсим Рамадани, Арбен Кичина и Јетон Кичина – сви бивши припадници Ослободилачке војске Косова (ОВК) који су током сукоба деведесетих учествовали у борбама против српских снага безбедности и нападима на српске цивиле – проглашени су кривима за убиства.
Бурим Рамадани, Арсим Рамадани и Арбен Кичина су осуђени на 30 година затвора, Јетон Кичина на 16 година, а Бљерим Кичина на 11 година.
Жалба оптужених је одбијена, а чак је и Уставни суд потврдио да није било кршења процедуре.
Према подацима МУП РС, на подручју Косова и Метохије од стране ОВК терориста је до 2000. године, убијено више од 400 Албанаца. Процењује се да их је након рата убијено још око 120.

## Помиловање
Председник привремених косовских институција и осумњичени за тероризам Хашим Тачи, помиловао је тројицу бивших припадника такозване ОВК, осуђених за убиство петочлане породице Хајра код Глоговца 2001. године.